# Ferdinand von Münchow
Ferdinand Ludwig Heinrich von Münchow (* 11. September 1790 in Brandenburg an der Havel; † 13. Juli 1876 in Potsdam) war ein preußischer Generalleutnant.

## Leben

### Herkunft
Ferdinand war ein Sohn des preußischen Kapitäns Friedrich Alexander von Münchow (1753–1802) und dessen Ehefrau Karoline, geborene von Weyenmeyer († 1827).

### Militärkarriere
Münchow besuchte die Kadettenhäuser in Stolp und Berlin. Zu Beginn des Vierten Koalitionskrieges wurde er am 19. Oktober 1806 als Junker im 5. Westpreußischen Reserve-Bataillon der Preußischen Armee angestellt. Mit dem Frieden von Tilsit kam er als Portepeefähnrich in das neu errichtete Leib-Infanterie-Regiment und stieg bis Mitte Juli 1810 zum Sekondeleutnant auf. Münchow nahm 1812 an der Seite Frankreichs während des Feldzuges gegen Russland an den Gefechten bei Eckau, Mesothen, Wollgund und Ruhenthal teil.
Während der Befreiungskriege kämpfte er nun gegen Frankreich in den Schlachten bei Bautzen, Katzbach, Leipzig, Laon und Ligny. Er nahm an den Gefechten bei Königswartha, Siegersdorf, Bunzlau, Freyburg, Chalons, Mery, Chateau-Thierry, Trilport, Versailles und Chatillon teil. Für Wartenburg erhielt er eine Belobigung, für Paris das Eiserne Kreuz II. Klasse sowie für Wavre das Kreuz I. Klasse.
Mitte April 1815 stieg Münchow zum Premierleutnant auf und wurde am 26. Juli 1815 Adjutant der 12. Landwehr-Brigade. In dieser Eigenschaft Ende März 1817 zum Kapitän befördert, wurde er am 30. März 1821 Adjutant der 12. Division. Daran schloss sich ab dem 4. April 1829 eine Verwendung als Adjutant der 5. Division sowie am 30. März 1830 die Beförderung zum Major an. Münchow wurde Ende März 1832 dem 20. Infanterie-Regiment aggregiert und am 30. März 1833 als Bataillonskommandeur in das 24. Infanterie-Regiment versetzt. Dort avancierte Münchow am 10. September 1840 zum Oberstleutnant, wurde am 7. April 1842 mit der Führung des 27. Infanterie-Regiments beauftragt und schließlich am 10. Januar 1843 zum Regimentskommandeur ernannt. Im März 1843 folgte seine Beförderung zum Oberst. Am 13. April 1848 wurde Münchow als Kommandeur der 7. Infanterie-Brigade nach Magdeburg versetzt und Ende des Monats dem 27. Infanterie-Regiment aggregiert. Nach seiner Beförderung zum Generalmajor erhielt Münchow den Roten Adlerorden II. Klasse mit Eichenlaub und wurde am 15. September 1849 Kommandeur der 7. Landwehr-Brigade, die er auch nach der Neuformierung zur 14. Infanterie-Brigade weiter kommandierte. Unter Verleihung des Charakters als Generalleutnant nahm Münchow am 8. Juli 1854 seine Abschied mit Pension und wurde am 22. Oktober 1856 mit Pension zur Disposition gestellt. Er starb am 13. Juli 1876 in Potsdam.

### Familie
Münchow heiratete am 6. Juli 1817 in Brieg Polyxena (Xeny) Charlotte Rosalie von Sydow (1800–1828). Nach ihrem frühen Tod heiratete er am 15. Juli 1829 in Breslau Josephine Dietrich (1802–1849), verwitwete Wolle und Tochter des Kanzleiinspekteurs von Neisse Johann Dietrich. Aus den Ehen gingen mehrere Kinder hervor:
- Ferdinand (*/† 1818)
- Sophie (1820–1863) ⚭ N.N. von Rönisch, Direktor der Strafanstalt Neiße
- Friedrich (* 1821), Steuereinnehmer
- Max (1824–1829)
- Marie (1828–1877)
- Ferdinand (1831–1853), Leutnant im 19. Infanterie-Regiment
- Richard (1832–1860), Leutnant im 11. Infanterie-Regiment, gestorben auf See auf der Reise nach Batavia
- Frieda (1840–1849)